# Loarn de Dalriada
Loarn mac Eirc fue un legendario rey de Dal Riata que puedo haber vivido en el siglo V. Reinó entre los años 474 y 501 aproximadamente. Duan Albanach y Senchus fer n-Albán y otras genealogías establecen con el nombre Loarn al fundador, y como hijo de Eochaid Cer Muinremuir. No existen registros o las tradiciones de Loarn como rey, y su principal importancia es que el antepasado epónimo de la familia Cenél Loairn.
El Cenél Loairn controlaba partes del norte de Argyll en todo el Firth de Lorne, probablemente centrado en Lorne pero quizás incluyendo la Isla de Mull, Morvern y Ardnamurchan. El principal lugar del reino parece haber sido Dun Ollaigh, cerca de Oban. El centro religioso podría haber sido en Lismore, más tarde la sede en la Alta Edad Media del obispo de Argyll.